# 新党三杰
新党三杰或称新党三剑客，是新党党工侯汉廷、王炳忠和林明正三人的合称。因他们时常在媒体上发表支持一个中国、反对台湾独立、反对美化殖民历史等立场言论，故而得名。
2017年12月19日，新党三杰与另一位新党党员陈斯俊被中華民國法務部调查局以违反国安法为由带走调查。因此，一些质疑调查局行为、支持被带走者的媒体也把陈斯俊和这三人合称为“新党四杰”。